# Palacio de Altamira (Torrijos)
El palacio de Altamira fue un inmueble de la localidad española de Torrijos, en la provincia de Toledo. Notable ejemplo de la arquitectura de finales del siglo XV en la región, en él se fundieron diversos estilos, con un patio y fachada renacentistas, portada gótico-isabelina y diversas techumbres de carácter mudéjar en su interior. Del edificio, desmantelado a comienzos del siglo XX, se conservaron la portada y cuatro artesonados, dispersos en la actualidad en varios museos. Estaba ubicado en el lateral oeste de la actual plaza de España.

## Historia
Se ubicaba en la localidad toledana de Torrijos. De él dijo Vicente Lampérez y Romea que contaba con una «arrogante portada gótica y magníficos salones mudéjares». Habría sido mandado construir a finales del siglo XV por Gutierre de Cárdenas y Teresa Enríquez. El Diccionario geográfico-estadístico-histórico de España y sus posesiones de Ultramar de Pascual Madoz localizaba una de sus fachadas en la por aquel entonces plaza de la Constitución. Esta obra describía al palacio de la siguiente manera:

... edificio grande y ant., que conserva la portada, escalera y 4 salones con medias naranjas de artesonados de madera labrada y dorada, y muchos arabescos desfigurados con los blanqueos en las paredes y escalera el patio es un cuadro con corredores, de piedra sillería, y 2 cuerpos de arquitectura, dórico el inferior y jónico el superior, semejante á los de Juan de Herrera, que se conservan en Toledo, y aun es tradición que fue reedificado por el mismo la fachada esterior del palacio es también de piedra con balcones labrados...
(Madoz, 1849, pp. 107-108)

La portada del edificio apareció en el volumen dedicado a Castilla la Nueva de la serie España, sus monumentos y sus artes, su naturaleza e historia, en un dibujo de Josep Pascó de 1886. El palacio, que hacia 1894 pertenecía a «Braulio Montero y á la sucesión de D. José Gallarza, vecinos de Torrijos», a comienzos de siglo estaba en manos de Enrique Villanueva Hilanderas y Teófilo Díaz Prieto. Desaparecido en los primeros años del siglo XX, fue para Francisco Alcántara «uno de los más típicos ejemplares de arquitectura civil castellana, de esos donde se armonizan el Renacimiento, el gótico y el mudéjar en fachadas, patios, escaleras monumentales, artesonados, atauriques, tallas y azulejos».
Se conservan los cuatro techos del palacio: una cúpula en el Museo Arqueológico Nacional de Madrid, otro techo conservado en el Museo Legion of Honor de California, otro en el castillo de Villandry en Francia y un último en el Victoria and Albert Museum de Londres. La portada terminó en la finca particular El Alamín de Santa Cruz de Retamar, en la fachada de una capilla.

## Descripción
En su fachada, reedificada y añadida en tiempos de Felipe II, se respetó la portada, perteneciente al último período de la arquitectura ojival. Se componía de un gran dintel sostenido por jambas lisas flanqueadas por canecillos o columnas formando pilastras, que coronadas por sus capiteles unidos por franja o imposta del mismo ancho que corría sobre el dintel, apoyaban los extremos del gran arco conopial trilobado, formado por una moldura ornada de trepados con frondas y figuras, bordeada de crestería y terminada por esbelto pináculo, encerrándose todo en un marco, según forma muy usada en aquella época. Dentro del arco ocupaba lugar principal el real escudo, sostenido por el águila de los Reyes Católicos, y a ambos lados los emblemas de estos —yugo y haz de flechas— y por bajo, inclinados en señal de acatamiento, los blasones de los fundadores, coronados por cimeras de que pendían amplios lambrequines llenando los espacios resultantes. El resto de dicha fachada, toda de cantería granítica, tenía la severidad y estilo que caracterizan las obras del arquitecto Herrera y sus imitadores y discípulos. Constaba de cuatro órdenes de huecos, correspondientes a los pisos de sótanos, entresuelo o bajo, principal y segundo, consistentes en ventanas para todos con rejas de hierro, excepto el piso principal, que tenía diez grandes balcones, de proporciones casi cuadradas, decorados con repisas, jambas, dinteles y escudos sobre ellos, y provistos de grandes antepechos volados de hierro forjado.

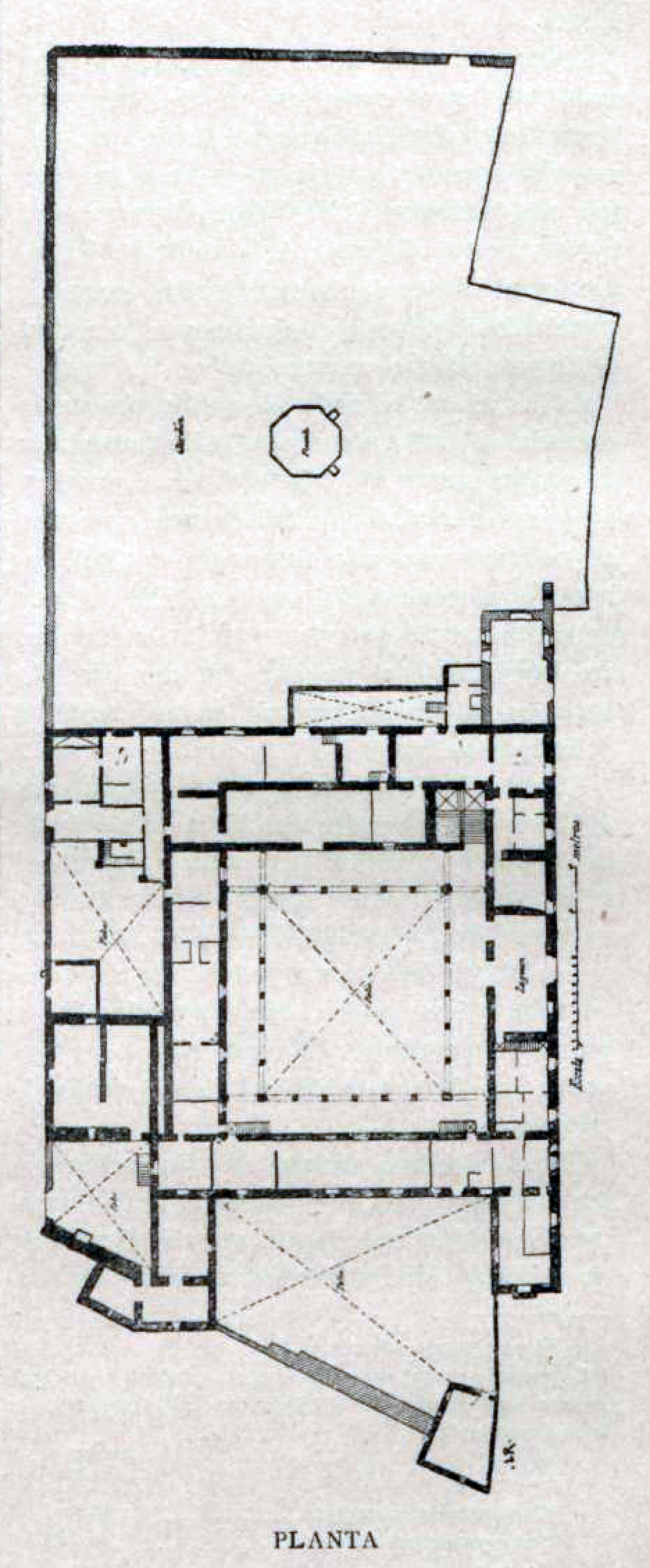
Planta del edificio

Penetrando en su interior, y después de atravesar un anchuroso zaguán con techo artesonado, se hallaba un gran patio casi cuadrado, pues medía unos 22 × 20 m, formado por dos series de arcadas superpuestas, con columnas monolíticas de orden dórico, arcos circulares adovelados y una sencilla archivolta, habiendo seis en la línea de cada lado del patio; el piso principal, semejante al bajo, tenía balaustradas de piedra, y las galerías de ambos pisos, cuyo ancho era de unos 4 m, tenían los techos de madera labrada al descubierto. Sin duda el patio se reedificó al mismo tiempo que la fachada, pues llevaba el sello de las austeras construcciones que caracterizan el reinado de Felipe II; pero al reedificarlo se conservaron las entradas a la escalera y a otras dependencias del palacio, decoradas unas en el estilo ojival, otras en el mudéjar y alguna en el renacentista, con curiosos detalles que apenas podían apreciarse a finales del siglo XIX, por hallarse las paredes blanqueadas con varias capas sucesivas de lechadas de cal. Rodeaban al patio anchas crujías, una por cada lado, prolongándose las de oriente y poniente, y dos contiguas al norte, con varios aditamentos que dejaban entre sí tres patios con fachadas al mediodía a la plaza del Caño nuevo, al oeste a la calle de Jerindote y al norte el extenso jardín cercado, cuya superficie era próximamente la mitad de la totalidad comprendida por la finca.
La escalera, situada a la derecha de la entrada al patio, tenía una barandilla de piedra pizarrosa calada y estilo ojival, y el pilarote o arranque de barandilla estaba formado por una columna de mármol coronada con ancho capitel, sobre el cual se veía un león echado. Desembocaba en el claustro o galería superior, en la cual se abrían distintas puertas que daban entrada a varios salones dispuestos en las crujías a cada lado del patio. Cuatro de dichos salones, de planta cuadrada y correspondientes dos a la crujía de la fachada principal y a ambos lados del gran salón existente en su centro, uno al extremo de la crujía norte y el cuarto al de la del sur, estaban coronados con preciosas cúpulas artesonadas al gusto mudéjar, y sus muros y armaduras de cubierta se elevaban sobre los del resto del edificio, a modo de torreones. Estas cúpulas, aunque de dimensiones y formas parecidas, eran todas distintas.

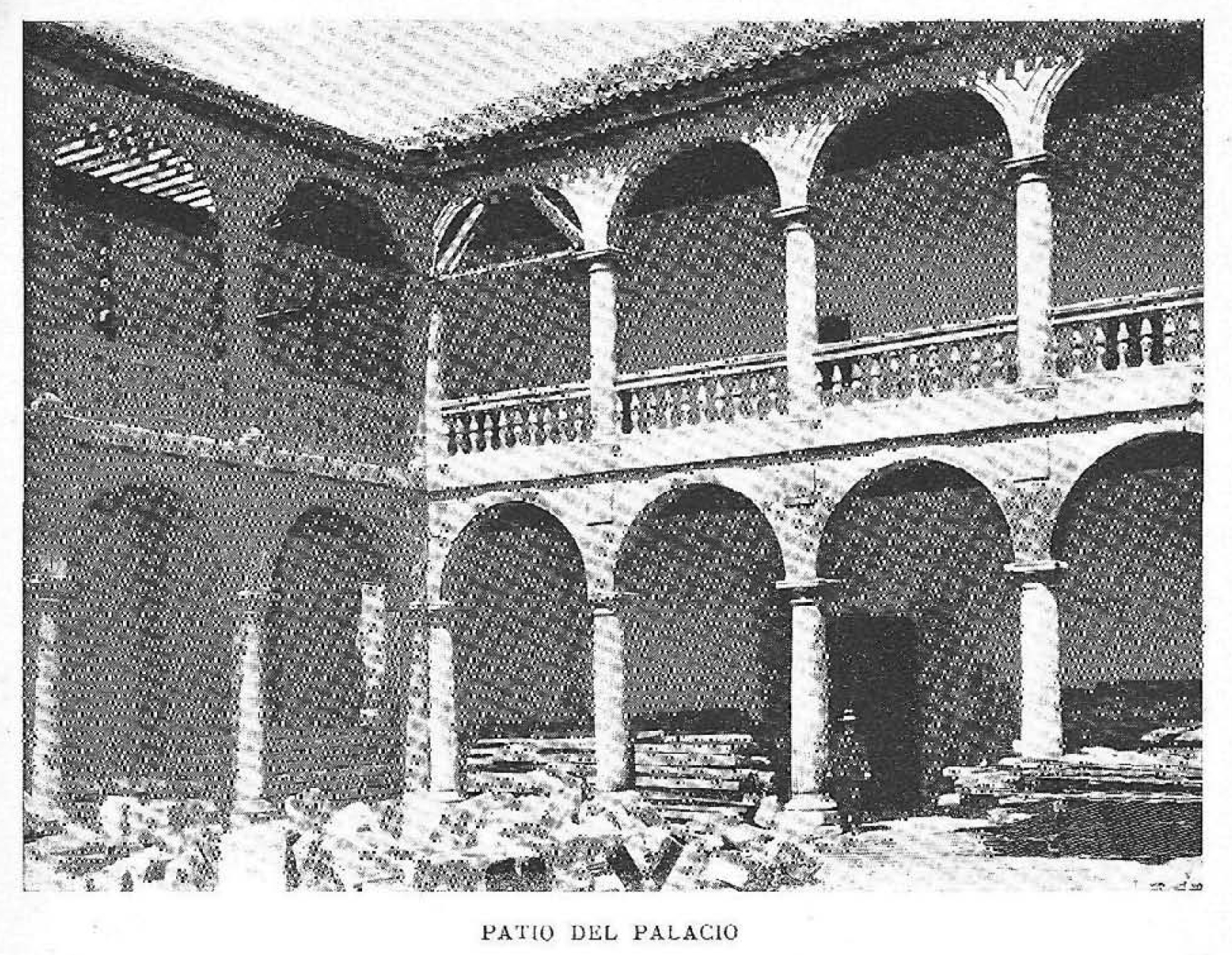
Patio del palacio hacia 1902

El primer salón, situado al noreste del edificio, tenía unos 5,50 m de lado, y sus muros lisos, destinados a ser cubiertos con tapices, terminaban a altura conveniente por una faja de unos 30 cm de ancho ocupada por una inscripción de letras góticas ornadas. Sobre ella había un ancho friso de estuco decorado con entrelazos, y en sus ángulos, con objeto de pasar de la forma cuadrada a la octogonal, arrancaban elegantes pechinas de madera formadas con estalactitas al gusto árabe. Sostenían estas otra faja de unos 70 cm de ancho, ajedrezada y decorada en sus centros con grandes conchas de peregrino, sobre la cual, y separándose de ella con moldados, había otro friso también octogonal, donde campeaban sobre las conchas cuatro escudos de armas. Una corona circular se asentaba sobre el último friso, y de ella arrancaba la cúpula semiesférica y cuajada de arabesca tracería. La obra era dorada y se encontraba pintada con los colores azul y rojo, produciendo tonos suaves y de gran riqueza.
El segundo saloncillo tenía en la parte superior de los muros un gran friso arabesco de estuco, encima una faja de madera con ornatos, y sobre ella otra con inscripciones en caracteres cúficos ornados. Seguía un friso octogonal con pechinas de trompas en forma de conchas y decorado con escudos. La cubierta era de pabellón octogonal, decorada también con lazos y conchas, y, como la anterior, era dorada y estaba pintada de azul y rojo. En esta habitación se notaban dos puertas con dinteles arabescos, teniendo el balcón decoración idéntica.
Parecido al anterior, aunque más rico, era el techo del tercer salón. Tenía, como aquel, su friso de estuco, que se elevaba sobre una faja con inscripciones árabes, y sobre él empezaba la construcción de madera, con una faja decorada al gusto morisco, otra ajedrezada y decorada, trompas en los ángulos con escudos, dos fajas decoradas y la cubierta formando un doble artesonado octogonal, dividido en dieciséis compartimientos, más el central, del cual pendía una pina. Los maderos que acusaban la estructura formaban lazos, y los casetones estaban ocupados por estrellas y otros ornatos, sin faltar las conchas de peregrino, motivo obligado de decoración en todos estos artesonados. En este artesonado dominaba el oro con toques sobrios de azul, rojo y blanco.
La cuarta sala tenía su artesonado en peor estado que los anteriores, más sencillo en forma y detalles, y su friso inferior, de trazado ojival, era poco ancho, elevándose sobre él unas fajas pintadas y las pechinas en trompa de los ángulos, para sostener la cúpula octogonal, que no tenía divisiones y estaba decorada con tracería geométrica.
Además de los cuatro artesonados descritos, había otro plano en un salón contiguo al primero descrito, el cual era, al parecer, más moderno y se componía de vigas talladas formando profundos casetones cuadrados, pero robados sus ángulos, para que presentaran forma octogonal: el centro de estos estaba ocupado por una estrella tallada, y en los cruces de las vigas se destacaban sendas pinas de igual clase. Un friso arabesco coronaba los muros de este salón. En otros varios salones, los techos estaban también formados por sencillos artesonados, constituidos por vigas maestras apoyadas en tallados canecillos y tramos de alfarjes normales a las mismas, con sus saetines y tapajuntas. La distribución de la tabiquería sufrió diversas transformaciones para acomodarla a las diferentes necesidades que trataron de satisfacer sus propietarios e inquilinos; pero, en general, constaba de grandes salones y desahogadas cuadras; y además una extensa huerta-jardín con fuentes y un estanque.

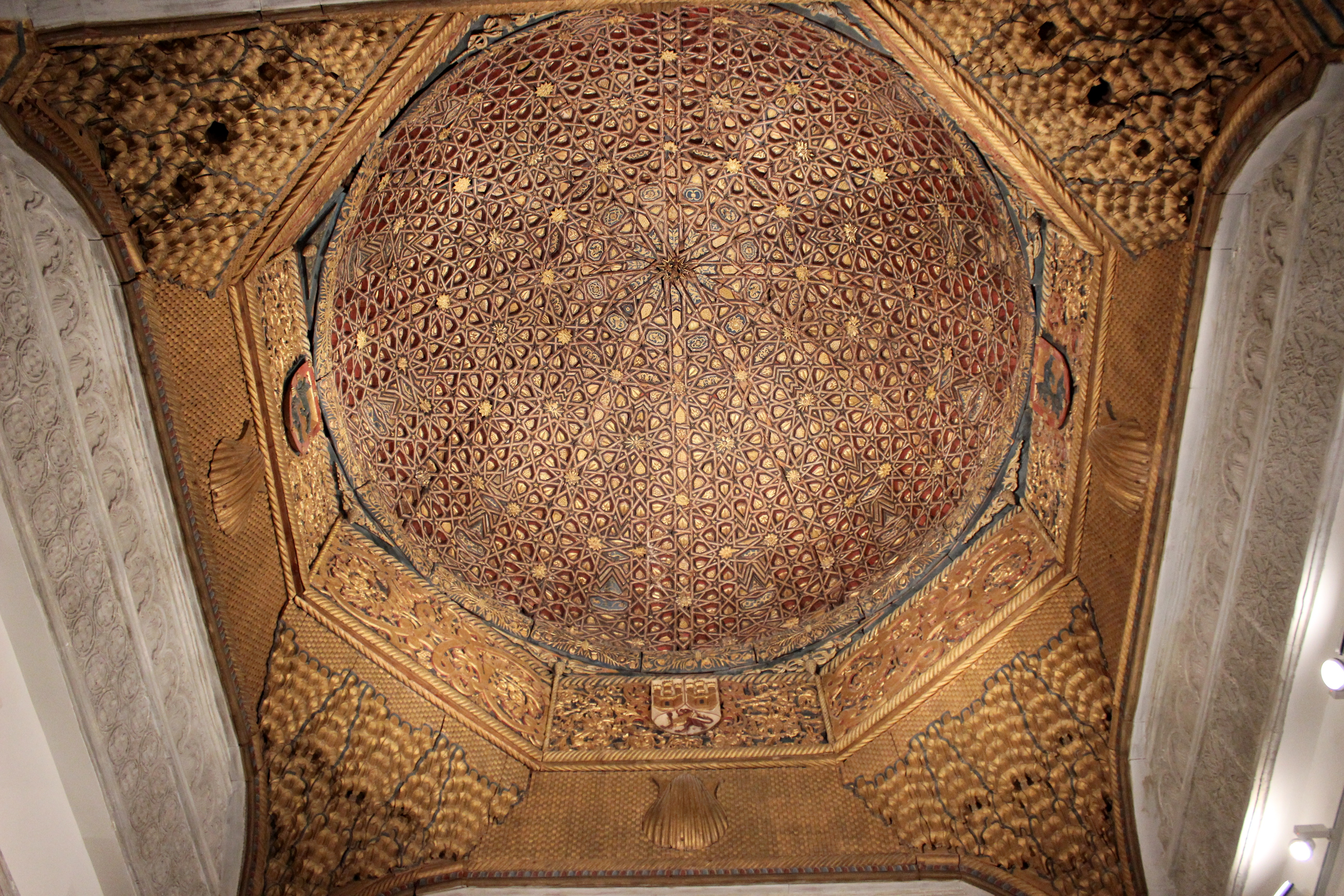
Artesonado en el Museo Arqueológico Nacional (España)
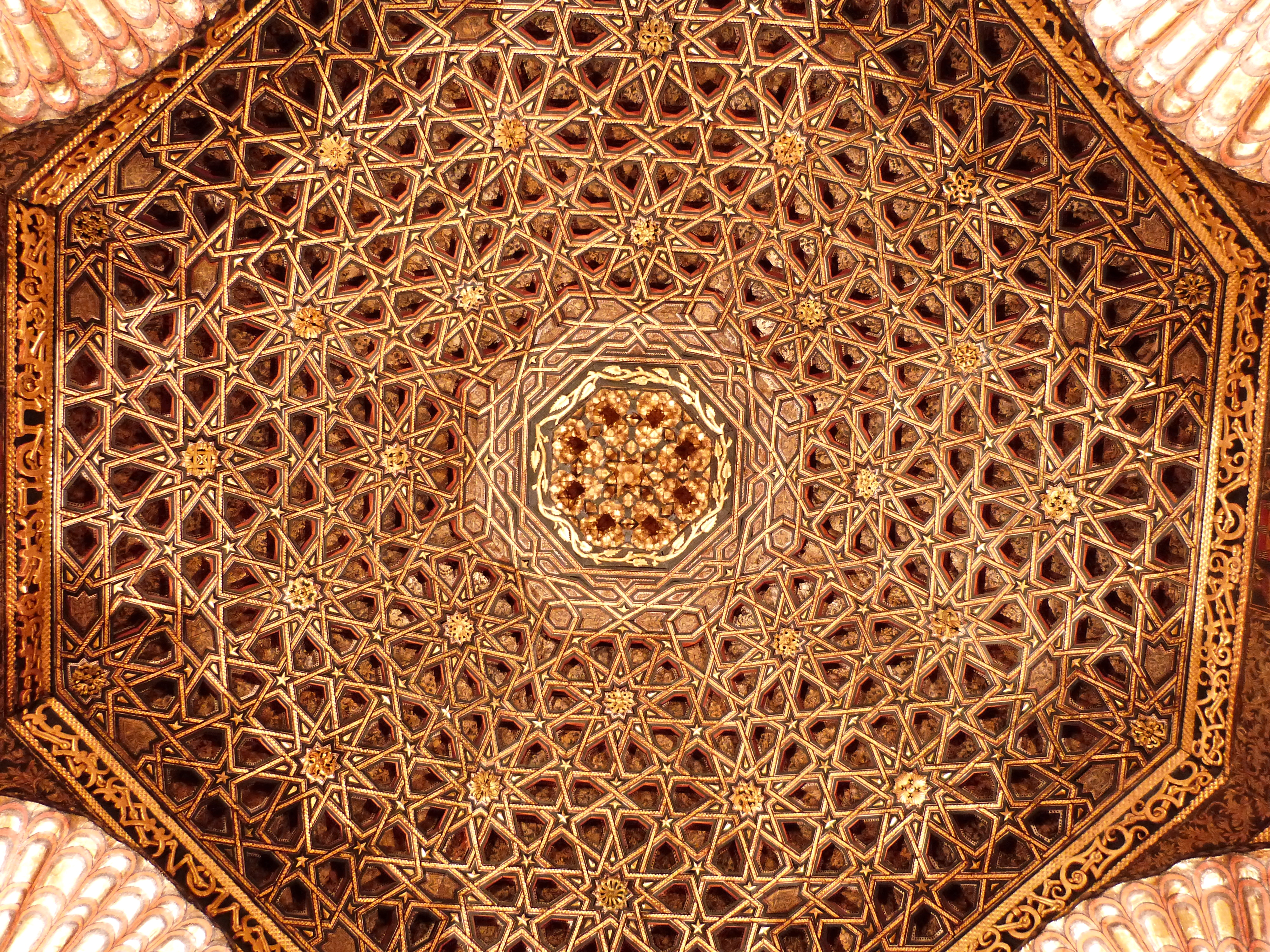
Artesonado en el castillo de Villandry (Francia)
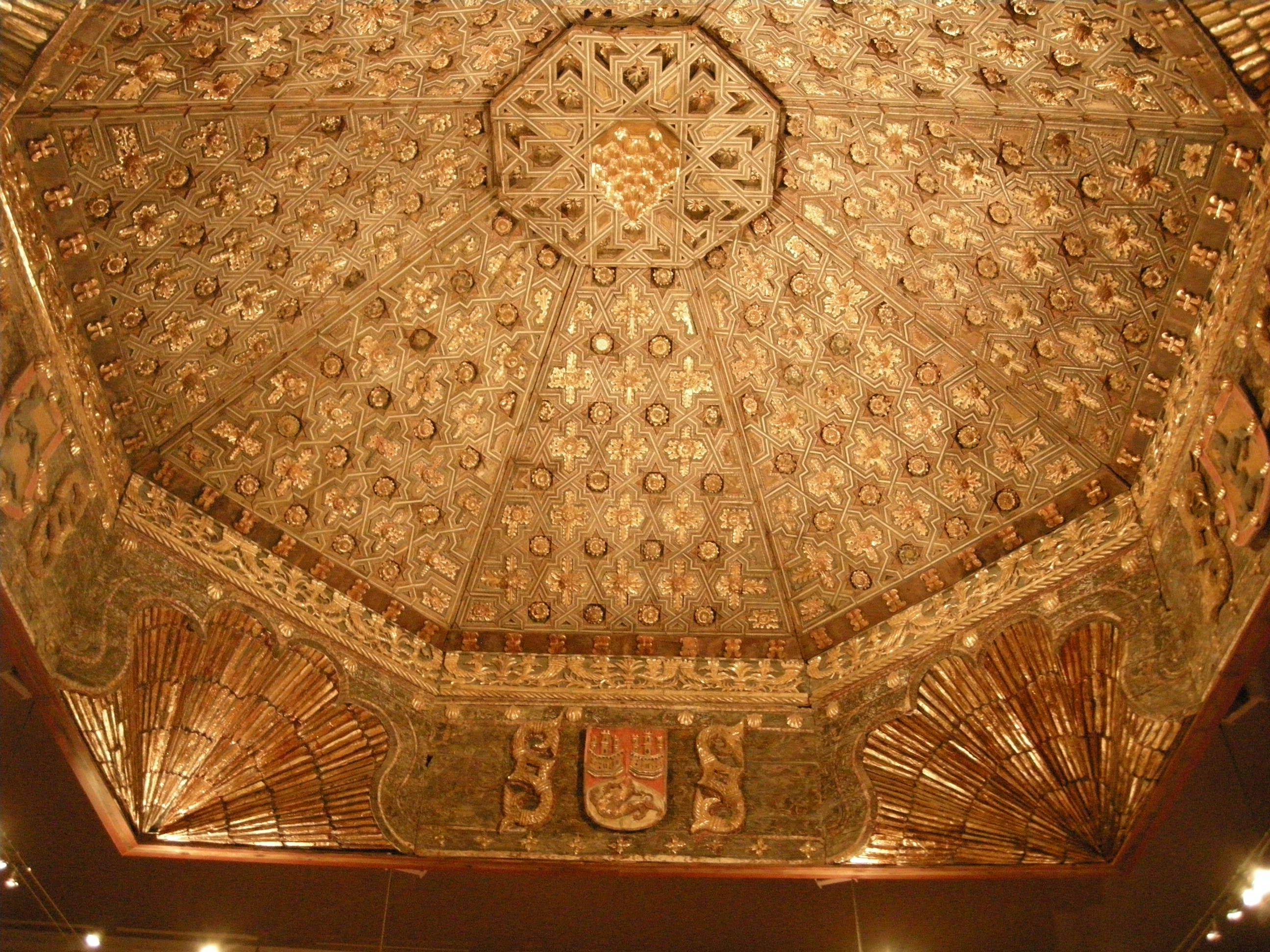
Artesonado en el Museo Legion of Honor (Estados Unidos)
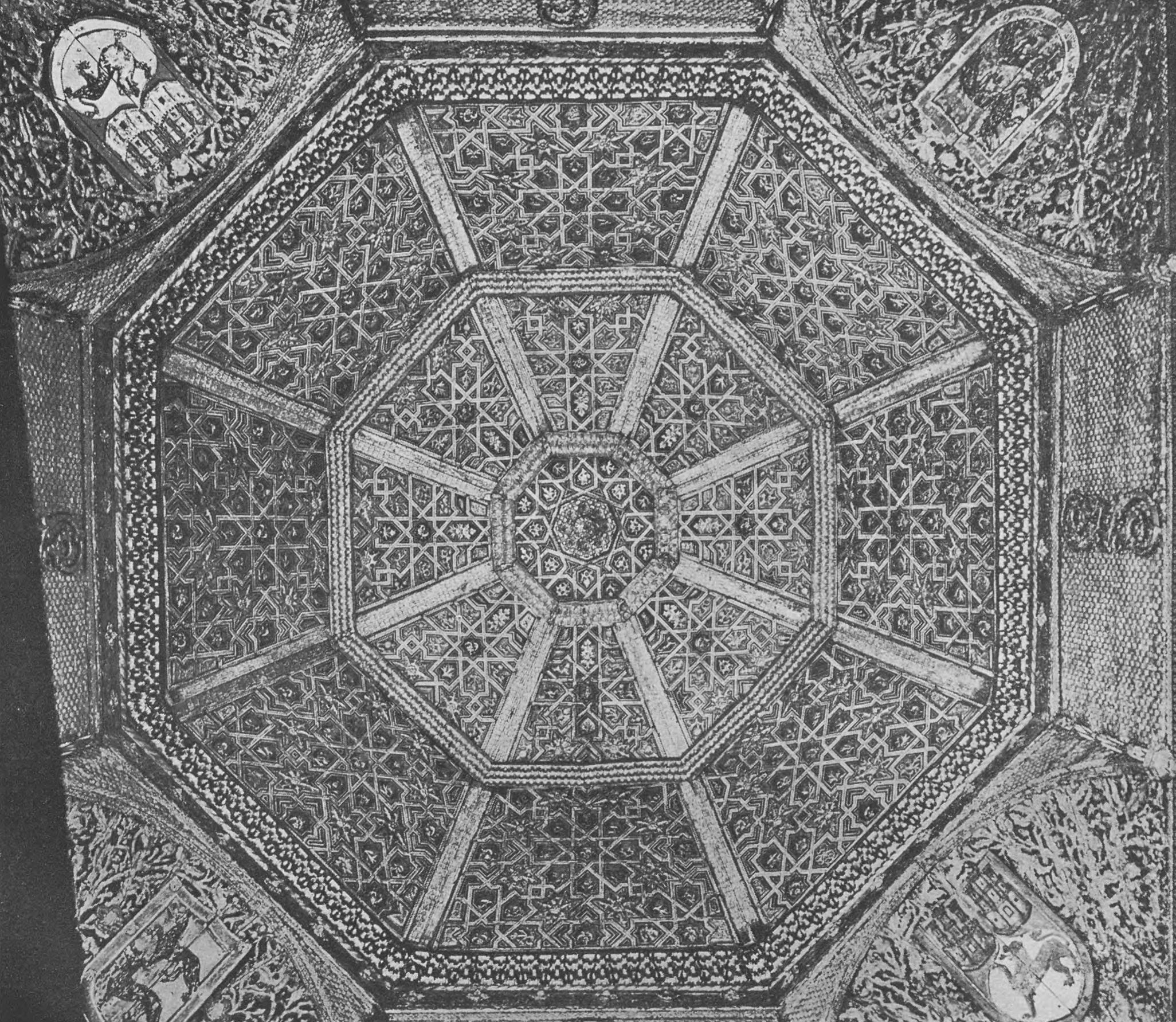
Artesonado en el Victoria and Albert Museum (Reino Unido)